# Agoraea semivitrea
Agoraea semivitrea är en fjärilsart som beskrevs av Rothschild 1909. Agoraea semivitrea ingår i släktet Agoraea och familjen björnspinnare. Inga underarter finns listade i Catalogue of Life.